# Tuffi ai campionati europei di nuoto 2014 - Gara a squadre
La gara a squadre dei tuffi ai campionati europei di nuoto 2014 si è svolta il pomeriggio del 18 agosto 2014 e vi hanno preso parte 8 coppie di atleti.

## Medaglie
| Posizione | Atleti                            | Paese    |
| --------- | --------------------------------- | -------- |
| Oro       | Viktor Minibaev Nadežda Bažina    | Russia   |
| Argento   | Oleksandr Bondar Julija Prokopčuk | Ucraina  |
| Bronzo    | Sascha Klein Tina Punzel          | Germania |

## Risultati
| Pos. | Atleti                              | Nazionalità | Finale | Finale |
| Pos. | Atleti                              | Nazionalità | Punti  | Pos.   |
| ---- | ----------------------------------- | ----------- | ------ | ------ |
|      | Viktor Minibaev Nadežda Bažina      | Russia      | 416.90 | 1      |
|      | Oleksandr Bondar Julija Prokopčuk   | Ucraina     | 409.75 | 2      |
|      | Sascha Klein Tina Punzel            | Germania    | 390.95 | 3      |
| 4    | Matthieu Rosset Laura Marino        | Francia     | 374.85 | 4      |
| 5    | Michele Benedetti Noemi Batki       | Italia      | 369.60 | 5      |
| 6    | Vadzim Kaptur Alëna Chamul'kina     | Bielorussia | 335.50 | 6      |
| 7    | Cătălin Cozma Mara Aiacoboae        | Romania     | 332.60 | 7      |
| 8    | Johannes van Etten Celine van Duijn | Paesi Bassi | 264.30 | 8      |